# (14335) Alexosipov
(14335) Alexosipov est un astéroïde de la ceinture principale.

## Description
(14335) Alexosipov est un astéroïde de la ceinture principale. Il fut découvert le 3 septembre 1981 à Naoutchnyï par Nikolaï Tchernykh. Il présente une orbite caractérisée par un demi-grand axe de 2,23 UA, une excentricité de 0,21 et une inclinaison de 5,9° par rapport à l'écliptique.

## Nom
(14335) Alexosipov est nommé d'après Alexandr Kuzmich Osipov (uk). L'astéroïde (152217) 2005 RR22 avait le même éponyme avant que le nom « Akosipov » qui lui avait été donné soit annulé.

## Compléments